# Chanquillo
Koordinaten: 9° 33′ 24″ S, 78° 14′ 9″ W
Chanquillo (oder Chankillo) ist ein präkolumbischer Komplex nahe der Stadt Casma, in der peruanischen Wüste etwa 300 Kilometer nordnordwestlich der Hauptstadt Lima. Das Gebiet umfasst etwa vier Quadratkilometer. Es handelt sich um die älteste bisher bekannte Anlage dieser Art von Prä-Inka-Kulturen. Sie ist seit 2021 UNESCO-Welterbe.

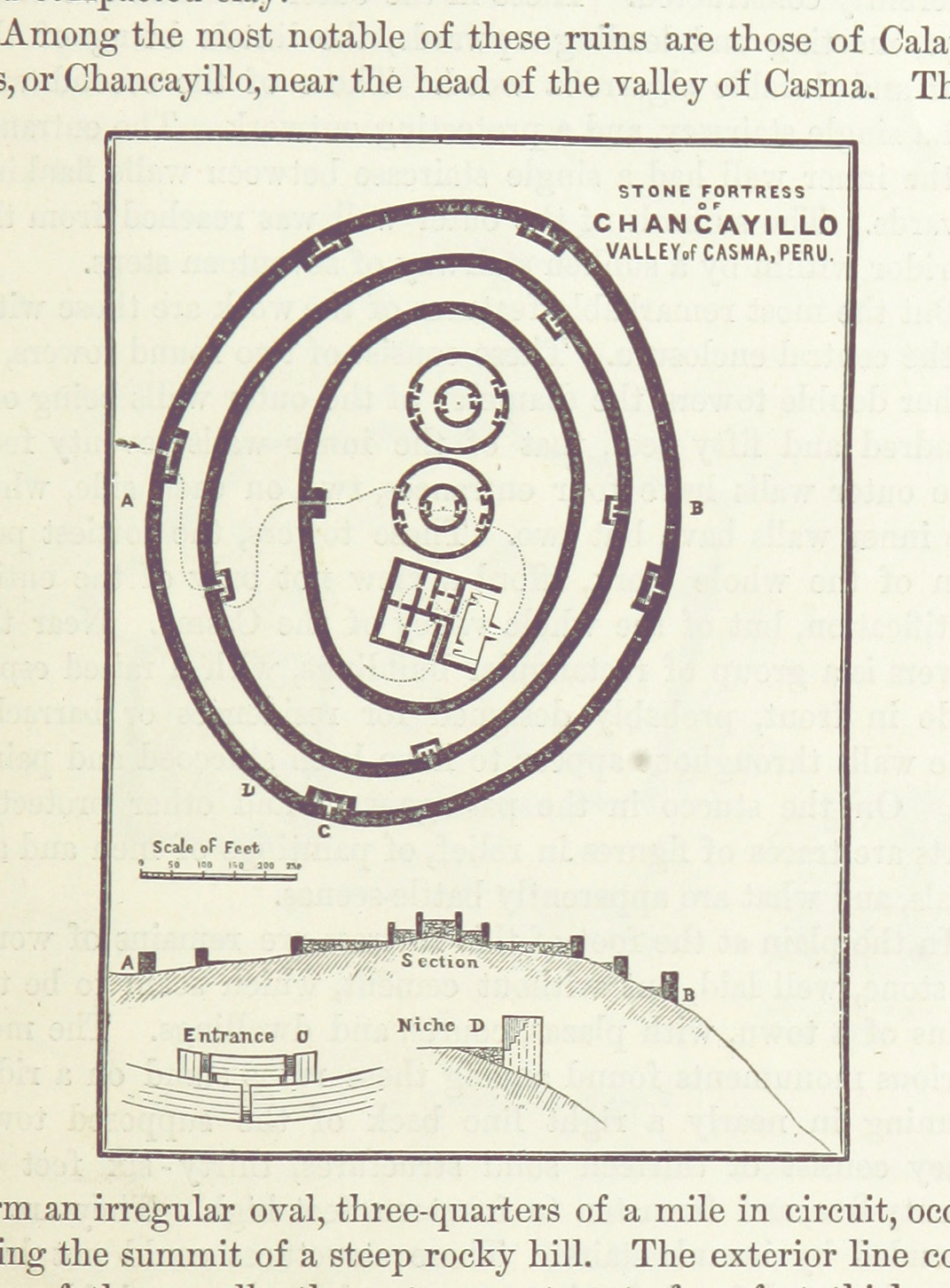
Plan von Ephraim Squier in Peru: Incidents of Travel and Exploration in the Land of the Incas. (1877);

## Bergfestung
Zur Anlage gehört eine Festung auf der Bergkuppe aus ringförmigen Strukturen, in dem möglicherweise auch Zeremonien stattfanden. Es finden sich zahlreiche Funde, die hiermit im Zusammenhang stehen. Es scheint sich um ein altes Zeremonialzentrum gehandelt zu haben. Mehrere Gebäude und Plätze, daneben auch eine ringförmige befestigte Tempelanlage, fand man bisher. 
Um derart aufwendige und komplizierte Bauten herzustellen, kann von einer mit großer Macht ausgestatteten Herrschafts- oder Priesterelite ausgegangen werden.

## Dreizehn Türme

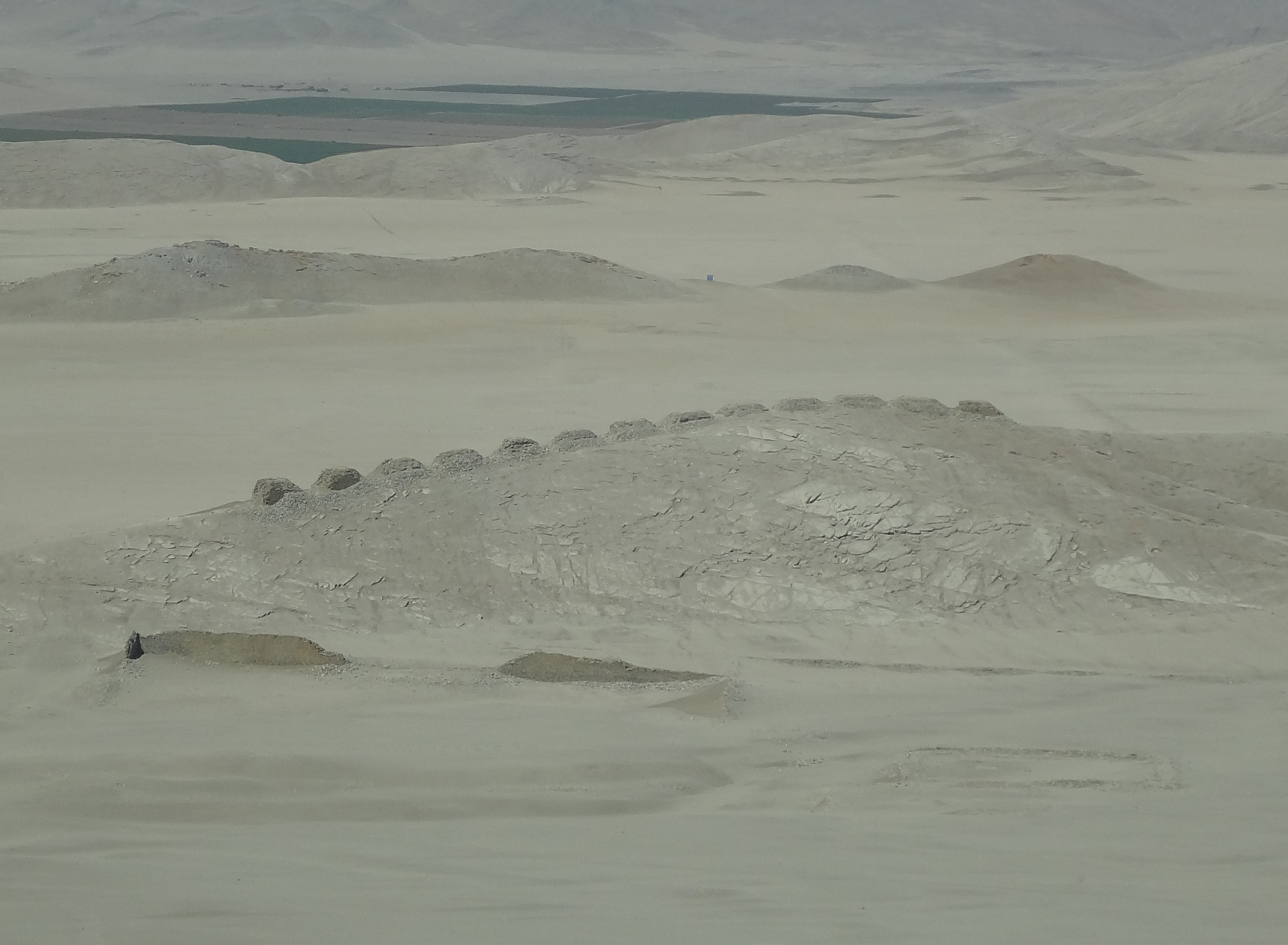
Die Dreizehn Türme von der Festung aus gesehen

Die hier gefundenen Dreizehn Türme wurden nach jüngsten Untersuchungen durch Ivan Ghezzi von der Katholischen Universität in Lima und Clive Ruggles von der Universität Leicester als Sonnenobservatorium gedeutet. Die Datierung ergab zunächst eine Bauzeit um 300 v. Chr., also gut 600 Jahre vor der bisher als älteste Hochkultur der Region geltenden Moche-Kultur.
Die Türme sind bis zu sechs Meter hoch und besitzen Treppen, die zu Aussichtsplattformen führen. Der Abstand zwischen den Bauwerken beträgt ca. 5 Meter. Sie bilden dabei eine kammartige Linie mit regelmäßigen Abständen. Wie die Archäologen herausfanden, lassen sich mit ihrer Hilfe markante Sonnenpositionen wie Winter- und Sommersonnenwenden oder günstige Zeiten für die Aussaat für die Zeit um 300 v. Chr. ablesen. Auf beiden Seiten der Turmreihe fanden sich nun bei Grabungen zwei künstlich errichtete Beobachtungspunkte. Von diesen Aussichtspunkten betrachtet ergaben sich die recht genauen Möglichkeiten der Sonnenbeobachtung. Im extrem trockenen Klima der peruanischen Pazifikküste waren genaueste Kenntnisse für das Überleben einer Landwirtschaft betreibenden Gesellschaft überlebenswichtig. Nach Einschätzung von Ivan Ghezzi sind die grundlegenden astronomischen Erkenntnisse wesentlich älter als die heute noch erhaltenen Ruinen.